# Curent continuu

Simbolul curentului continuu folosit în electrotehnică, indicând un dispozitiv care fie produce sau necesită curent continuu. Acest simbol se poate reprezenta prin caracterul Unicode U+2393 (⎓).

Curentul electric continuu (prescurtat CC, în engleză: DC) este o mișcare de sarcini electrice într-un singur sens printr-un mediu conductor oarecare. El este produs de elemente galvanice, termocuple, celule (baterii) electrice solare, generatoare electrice cu colector-comutator (dinamuri).
Abrevierile CA si CC sunt folosite pentru curentul aleternativ, respectiv curentul continuu. 

## Medii parcurse de CC
Curentul continuu poate curge (să fie transmis) prin diferite medii:
- Conductori electrici (sârmă) metalici
- Materiale semiconductoare
- Vid, unde curentul este reprezentat ca flux/fascicul de ioni sau electroni
- Medii izolante (izolatori), unde are valori infime care în practică sunt neglijabile
- Soluții electrolitice

## Utilizari

### Dispozitive Electronice
Circuitele electronice interne ale dispozitivelor moderne (televizoare, telefoane, calculatoare etc.) sunt alimentate cu CC, chiar dacă sursa de energie este de curent alternativ (CA), care este convertit in CC prin sursa de alimentare.
In dispozitivele portavile, acumulatorii lor furnizeaza curent continuu.

### Baterii și acumulatoare
Majoritatea bateriilor și acumulatorilor (litiu-ion, nichel-cadmiu, plumb-acid etc.) produc curent continuu. Acestea sunt utilizate în dispozitivele portabile, vehiculele electrice, și sistemele de stocare a energiei electrice provenită din surse regenerabile care nu generează constant energie (panouri fotovoltaice, moristi eoliene).

### Vehicule electrice
Motoarele vehiculelor electrice și hibride utilizeaza curent continuu, provenit de la bateriile reincărcabile ale acestor vehicule.

## Intensitatea curentului continuu
Intensitatea curentului electric continuu este cantitatea sarcinilor electrice care trec printr-o secțiune transversală de mediu conductor într-o secundă: 
{\displaystyle I={Q \over t}},
Unde,

I este intensitatea curentului electric în amperi (A), 

Q este cantitatea de sarcini electrice în coulombi (C), 

t este timpul în secunde (s)